# Towarzystwo Śpiewaczo-Muzyczne Dzwon
Towarzystwo Śpiewaczo-Muzyczne Dzwon – chór chłopięco-męski Miejskiego Ośrodka Kultury w Gnieźnie, założony 1864. Jest to najstarszy męski chór w Polsce. Towarzystwo było również współzałożycielem Związku Kół Śpiewaczych na Wielkie Księstwo Poznańskie w 1892. 
Osiągnięcia i nagrody: I miejsce podczas X Wielkopolskich Dni Muzyki w Dusznikach (1986), Złota Odznaka Honorowa Polskiego Związku Chórów i Orkiestr, medal Za Zasługi dla Społecznego Ruchu Muzycznego.
Dyrygentem chóru od 2018 roku jest Michał Sergiusz Mierzejewski.